# Siedliska (rejon pustomycki)
Siedliska – wieś na Ukrainie w rejonie lwowskim (wcześniej w rejonie pustomyckim) należącym do obwodu lwowskiego.

## Położenie
Na podstawie Słownika geograficznego Królestwa Polskiego i innych krajów słowiańskich: Siedliska to wieś w powiecie lwowskim, 24 km na południowy wschód od Lwowa.